# Epic Sun
Epic Sun är ett rockband från Stockholm som 2006 släppte sitt debutalbum "Quarter to Eleven". De har med hitsingeln "Sheila" legat flera veckor på hitlistorna. Epic Sun är känt för sitt engagemang för organisationen BRIS som de aktivt tagit ställning för, bland annat genom att ihop med sitt skivbolag ha donerat stora delar av intäkterna från hitsingeln "Sheila" till organisationen.
Epic Sun spelar en melodisk och melankolisk rock. Bandet befinner sig inom samma genre som The Sounds, Lambretta etc.

## Medlemmar
- Linda Kratz – sång, gitarr
- Tommy Skottsborg – gitarr
- Anders Trygg – gitarr
- Jonas Palm – basgitarr
- Fredrik Ramberg – trummor, bakgrundssång

## Diskografi
Demo
- 2000 – Red Light
- 2001 – Stolen Powers
- 2002 – No Sun of Mine
- 2003 – Faceless Memories

Studioalbum
- 2006 – Quarter to Eleven

Singlar
- 2005 – "Sheila"